# Just Married (film 1912)
Just Married è un cortometraggio muto del 1912. Il nome del regista non viene riportato.

## Produzione
Il film fu prodotto dalla Lubin Manufacturing Company

## Distribuzione
Distribuito dalla General Film Company, il film - un cortometraggio di 203,60 metri - uscì nelle sale cinematografiche statunitensi il 16 maggio 1912.